# Max Houben
(Max Houben)
Max Houben (Verviers, 5 maggio 1898 – Lake Placid, 10 febbraio 1949) è stato un bobbista, calciatore e velocista belga.
Atleta poliedrico distintosi in diverse discipline, fu medaglia d'argento olimpica nel bob a quattro a Sankt Moritz 1948; come calciatore ha vinto il campionato belga nella stagione 1932-33 con la squadra dell'Union Saint-Gilloise.
Suo figlio Claude gareggiò con lui ai campionati mondiali di Sankt Moritz 1947, dove vinsero l'argento.

## Biografia

### Atletica leggera, calcio e automobilismo
Iniziò la sua carriera sportiva come velocista nell'atletica leggera; partecipò infatti ai Giochi olimpici di Anversa 1920, dove gareggiò nei 200 metri piani, raggiungendo i quarti di finale, e nella staffetta 4×100 m, dove si fermò alle batterie. Sempre nel 1920 vinse inoltre il titolo nazionale nei 100 m.
Giocò professionalmente a calcio per diversi anni, militando stabilmente nella prima divisione del campionato belga prima con la squadra del R.C.S. Verviétois e poi con l'Union Saint-Gilloise, con la quale vinse lo scudetto nella stagione 1932-33.
Nel 1948, all'età di 50 anni, partecipò inoltre alla 24 ore di Spa, celebre corsa automobilistica di durata, sostituendo il nipote al volante di una BMW 328 e terminando la gara al dodicesimo posto assoluto e al secondo nella sua classe.

### Bob
Attivo nel bob a partire dalla seconda metà degli anni venti sino alla fine degli anni quaranta, durante la sua carriera ha gareggiato per la squadra nazionale belga alternandosi in entrambi i ruoli di questo sport, frenatore e pilota.
Ha partecipato a quattro edizioni dei Giochi olimpici invernali: a Sankt Moritz 1928 si classificò al sesto posto nel bob a cinque gareggiando da frenatore; a partire dalla rassegna di Lake Placid 1932 passò invece a guidare le slitte, piazzandosi nono nel bob a due, e a Garmisch-Partenkirchen 1936 gareggiò in entrambe le specialità, cogliendo la nona posizione nella disciplina biposto e la quinta in quella a quattro. Dopo il termine della seconda guerra mondiale disputò la sua quarta olimpiade a Sankt Moritz 1948 all'età di 49 anni, concludendo al quarto posto nel bob a due e conquistando la medaglia d'argento nel bob a quattro con i compagni Freddy Mansveld, Louis-Georges Niels e Jacques Mouvet.

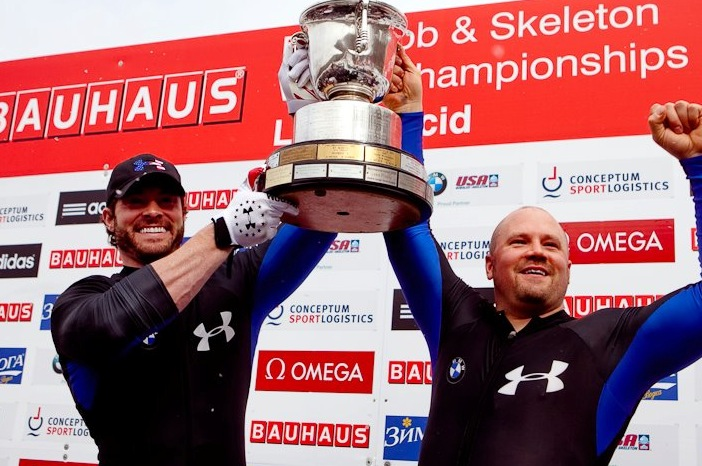
Steven Langton e Steven Holcomb sollevano il Max Houben Memorial Trophy dopo la vittoria del titolo mondiale nel bob a due a Lake Placid 2012

Ha inoltre preso parte ad almeno due edizioni dei campionati mondiali, conquistando in totale due medaglie nella rassegna di Sankt Moritz 1947: quella di bronzo vinta nel bob a due in coppia con Jacques Mouvet e quella d'argento colta nella specialità a quattro con il figlio Claude, Albert Lerat e Jacques Mouvet. Nell'edizione successiva di Lake Placid 1949 ebbe un grave incidente durante una discesa di prova nel bob a due, Houben perì sul colpo mentre il suo frenatore Jacques Mouvet sopravvisse nonostante le gravi lesioni al cranio e alla schiena.
Dopo l'incidente la comunità di Lake Placid, dove Houben trovò la morte, donò un trofeo alla FIBT, la Federazione internazionale di Bob e Skeleton, da consegnare negli anni a venire ai vincitori del titolo mondiale nel bob a due; tale trofeo venne dedicato alla sua memoria e nominato Max Houben Memorial Trophy in suo onore.

## Palmarès

### Bob

#### Olimpiadi
- 1 medaglia:
  - 1 argento (bob a quattro a Sankt Moritz 1948).

#### Mondiali
- 2 medaglie:
  - 1 argento (bob a quattro a Sankt Moritz 1947).
  - 1 bronzo (bob a due a Sankt Moritz 1947).

### Calcio

#### Club
- Campionato belga: 1

Union Saint-Gilloise: 1933

### Atletica leggera
| Anno | Manifestazione | Sede    | Evento      | Risultato        | Prestazione | Note  |
| ---- | -------------- | ------- | ----------- | ---------------- | ----------- | ----- |
| 1920 | Olimpiadi      | Anversa | 200 m piani | Quarti di finale | n/d         |       |
| 1920 | Olimpiadi      | Anversa | 4×100 m     | Batterie         | 43"70       | [ 5 ] |

#### Campionati nazionali
- 1 volta campione nazionale assoluto dei 100 m piani (1920)

1920
- Oro ai campionati assoluti belgi, 100 m piani